# Forcipomyia mahensis
Forcipomyia mahensis är en tvåvingeart som först beskrevs av Jean-Jacques Kieffer 1911.  Forcipomyia mahensis ingår i släktet Forcipomyia och familjen svidknott.
Artens utbredningsområde är Seychellerna. Inga underarter finns listade i Catalogue of Life.